# Jon Lajoie
Pour les articles homonymes, voir Lajoie.
Jon Lajoie, né Jonathan Lajoie, est un humoriste, chanteur et comédien canadien, né le 21 août 1980 à Saint-Hubert, Québec et vivant à Montréal.

## Biographie

### Enfance
Né d'un père francophone et d'une mère anglophone, ses sketchs sont produits jusqu'ici exclusivement en anglais, à l'exception d'une phrase dans les chansons WTF Collective 2 qui souligne le bilinguisme canadien et Very Super Famous qui affiche son origine québécoise.

### Carrière
Sa récente célébrité au Canada, aux États-Unis et en Allemagne (où il a fait plusieurs tournées) est due à la popularité de plusieurs de ses vidéos sur Internet, telles que les chansons 2 Girls 1 Cup Song ainsi que Everyday Normal Guy qui ont été respectivement visionnées 11 513 100 et 27 411 788 fois chacune en septembre 2012. Mais son plus grand succès est Show Me Your Genitals dont la vidéo officielle a été vue plus de soixante millions de fois, dont 10 millions au Québec seulement[réf. nécessaire]. Récemment, sa chanson Everyday Normal Guy 2 gagne en popularité, notamment grâce à Tik Tok et Instagram, atteignant ainsi 237 726 626 écoutes sur Spotify[réf. nécessaire].
Lajoie a étudié en théâtre au Collège Dawson à Montréal, d'où il a été diplômé en 2001. Il a tenu un rôle (en français) dans le téléroman québécois L'Auberge du chien noir, où il interprète le rôle d'un musicien anglophone portant le nom de Thomas Edison.
En 2006, sous le nom de Jonathan Lajoie, il a publié un album avec le groupe Fluid Rouge sous l'étiquette Audiopact. C'est dans le cadre d'un épisode de L'Auberge du chien noir (diffusée le 30 janvier 2006) que le groupe effectua son lancement. Il s'agit d'un disque de pop rock qui est principalement anglophone, mais qui contient une chanson bilingue Anglophone Québécois. Cet album n'a pas de lien direct avec le contenu que Jon produit actuellement sur Internet.

## Filmographie
De 2009 à 2015, Jon Lajoie est à l'affiche de la série télévisée The League, diffusée sur la chaîne américaine FX. Il y interprète le rôle de Taco.
Jon a aussi joué dans le film américain Cops : Les Forces du désordre (Let's Be Cops) en 2014. Il a incarné le personnage de Todd Cutler, un concepteur de jeu vidéo.
Il est également à l'affiche du film Wrong Cops de Quentin Dupieux (2014) où il tient le rôle de l'officier Regan.